# Heteroclitopus remipes
Heteroclitopus remipes là một loài bọ cánh cứng trong họ Bọ hung (Scarabaeidae).